# Dawnrazor (album)
Dawnrazor – pierwszy pełny album Fields Of The Nephilim wydany 1987 roku. Płyta, w porównaniu do następnych wydawnictw, zawierała materiał bardziej rockowy, ale podlany już mrocznym brzmieniem (np. utwór tytułowy). Poszczególne wersje albumu - winylowa brytyjska, winylowa amerykańska i kompaktowa - różniły się nieznacznie między sobą.
Utwór pierwszy jest coverem kompozycji Ennio Morricone z filmu Pewnego razu na Dzikim Zachodzie. Fascynacja zespołu spaghetti westernami uwidoczniła się również w strojach, stylizowanych na wzór bohaterów filmów tego gatunku.
Zawartość:
wersja winylowa brytyjska:
1. Intro (the harmonica man) (2:00)
2. Slow kill (3:45)
3. Volcane (Mr. Jealousy has returned) (5:04)
4. Vet for the insane (7:03)
5. Dust (4:22)
6. Reanimator (2:58)
7. Dawnrazor (7:10)
8. The sequel (3:16)

wersja winylowa amerykańska:
1. Intro (the harmonica man) (2:00)
2. Slow kill (3:45)
3. Preacher man (4:53)
4. Volcane (Mr. Jealousy has returned) (5:04)
5. Vet for the insane (7:03)
6. Dust (4:22)
7. Power (4:39)
8. Blue water (5:51)
9. Dawnrazor (7:10)
10. The sequel (3:16)

(zabrakło tu Reanimator lecz zostały dodane utwory Preacher man, Power i Blue water, promowane na singlu Dawnrazor)
wersja kompaktowa:
1. Intro (the harmonica man) (2:01)
2. Slow kill (3:44)
3. Laura II (4:42)
4. Preacher man (4:53)
5. Volcane (Mr. Jealousy has returned) (5:04)
6. Vet for the insane (7:03)
7. Secrets (3:36)
8. Dust (4:23)
9. Reanimator (2:59)
10. Power (4:39)
11. The tower (5:41)
12. Dawnrazor (7:09)
13. The sequel (3:20)